# おばあちゃま、壊れちゃったの?
『おばあちゃま、壊れちゃったの?』（おばあちゃま、こわれちゃったの?）は、生島ヒロシ著のエッセイ、およびそれを原作とした日本のテレビドラマ。

## エッセイ
『おばあちゃま、壊れちゃったの? : ボクと妻の老親介護』（生島ヒロシ著、1999年7月、三笠書房刊）
生島ヒロシ（元TBSアナウンサー）の義母が半月板損傷をきっかけに歩けなくなり、やがて認知症になった。家族総出で介護に励む奮闘の日々を綴っている。

## テレビドラマ
2000年1月22日から3月18日まで毎週土曜日19:59 - 20:54に、テレビ朝日系の「サタデードラマ」枠で放送された。主演は高島礼子。土曜20時枠「サタデードラマ」最終作。

### キャスト
- 小田島加南子：高島礼子
- 小田島祐一郎：内藤剛志
- 小田島正太郎：鈴木藤丸
- 小田島未希：三村ゆうな
- 中谷智美：新山千春
- 小林司：桜金造
- 林薫：秋本奈緒美
- 森敏夫：モト冬樹
- 森美沙子：岡江久美子
- 中谷怜二：田村高廣
- 中谷真子：赤木春恵
- つるの剛士
- 酒井敏也
- 加藤治
- 佐々木すみ江

### スタッフ
- 原作：生島ヒロシ『おばあちゃま、壊れちゃったの? : ボクと妻の老親介護』（三笠書房刊）
- 脚本：鈴木貴子
- 演出：今井和久、池添博、谷川功、久野昌宏
- 音楽：山内直樹
- 主題歌：篠原涼子「リズムとルール」（東芝EMI）
- 挿入歌：我那覇美奈「トラヴェリング・サンズ」（FOR LIFE MUSIC ENTERTAINMENT）
- チーフ・プロデューサー：五十嵐文郎
- プロデューサー：久野昌宏、飯塚正彦、東城祐司
- 制作：テレビ朝日、MMJ